# Trường Đại học Đông Á
Đại học Đông Á được thành lập theo Quyết định 644/QĐ-TTg ngày 21/05/2009 của Thủ tướng Chính phủ, có chức năng đào tạo và cung ứng cho xã hội nguồn nhân lực có năng lực chuyên môn phù hợp với sự phát triển của đất nước.
Hiện nay, Nhà trường thực hiện đào tạo thạc sĩ, cử nhân, kỹ sư các ngành: Quản trị kinh doanh, Luật Kinh tế, Công nghệ thực phẩm, Ngôn ngữ Anh, Ngôn ngữ Trung Quốc, Ngôn ngữ Nhật Bản, Ngôn ngữ Hàn Quốc ,Quản trị nhân lực, Quản trị văn phòng, Công nghệ Thông tin, Kỹ thuật máy tính, Kế toán, Tài chính ngân hàng, Công nghệ kỹ thuật Ô tô, Công nghệ Kỹ thuật điện–Điện tử, Công nghệ kỹ thuật điều khiển và tự động hóa, Công nghệ kỹ thuật xây dựng, Quản trị Khách sạn - Nhà hàng, Quản trị dịch vụ du lịch và lữ hành, Dược, Điều dưỡng, Dinh dưỡng, Tâm lý học, Giáo dục mầm non, Giáo dục Tiểu học, Nông nghiệp, Luật,Logistic và quản lý chuỗi cung ứng, quản lý văn hóa, dinh dưỡng, ... 

## Tổng quan

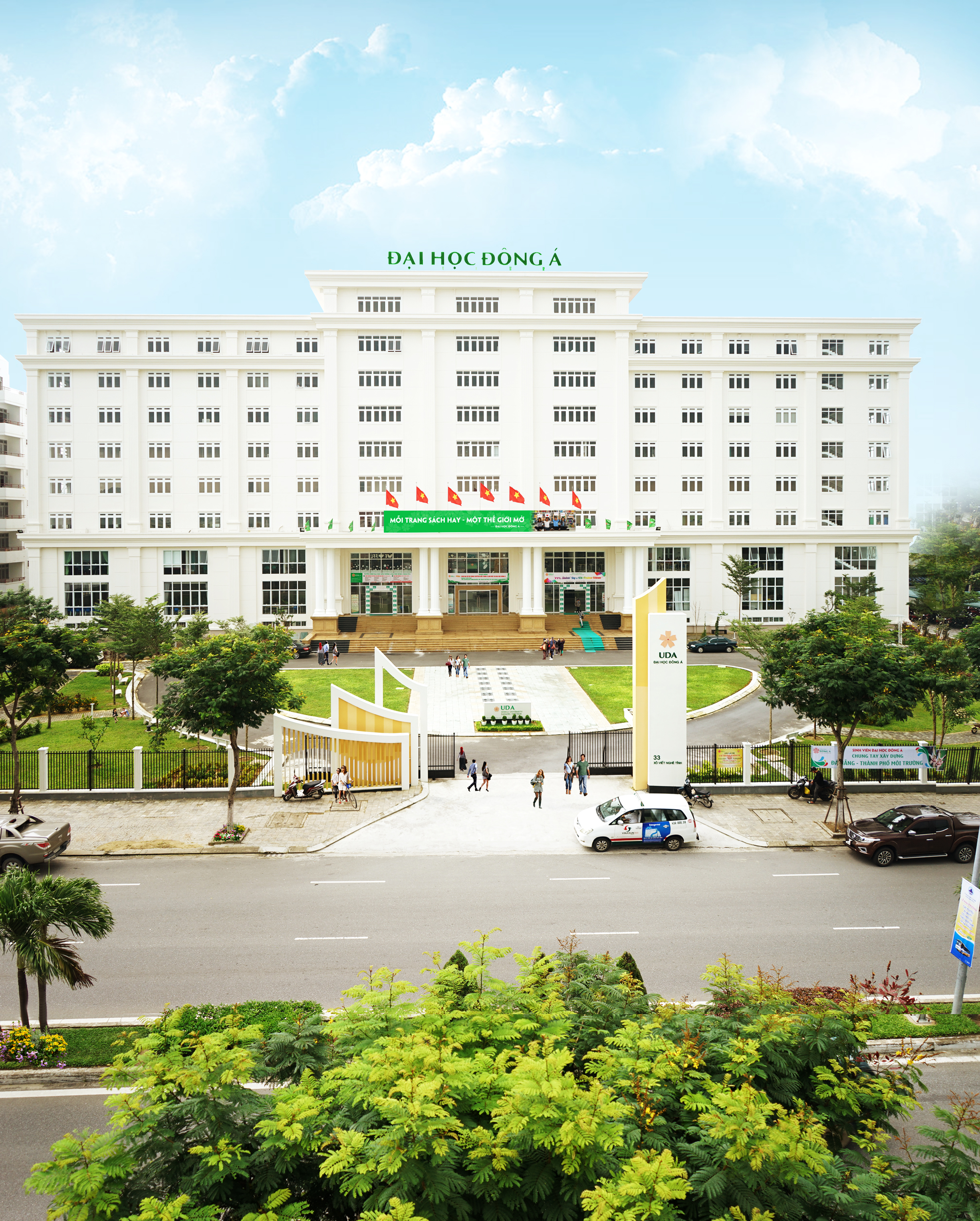
Đại học Đông Á

Trụ sở 33 Xô Viết Nghệ Tĩnh - Phường Hòa Cường Nam - Quận Hải Châu - TP. Đà Nẵng có tổng diện tích sàn 18.600m², 10 tầng với 140 phòng chức năng. Trong đó có: 10 phòng thực hành CNTT, 15 phòng thực hành ngoại ngữ, 24 phòng thực hành nghề nghiệp, thư viện điện tử, hội trường và 7 giảng đường lớn.
Khu tiện ích dành cho SV bao gồm: thư viện sách ngoài trời (công viên văn hóa đọc), thư viện điện tử, vườn trạng nguyên, khu tự học dành cho SV, khu cà phê – sách, khu liên hợp thể thao gồm sân bóng đá, sân bóng chuyền, sân bóng rổ,…

## Phân hiệu Trường đại học Đông Á tại Đắk Lắk
Tọa lạc ở thủ phủ vùng Tây Nguyên – Phân hiệu Trường đại học Đông Á tại Đắk Lắk quy tụ đầy đủ các điều kiện cho việc phát triển kỹ năng nghề nghiệp trong hệ thống cơ sở đào tạo và thực hành hiện đại, không gian học tập hứng khởi, khai phá việc làm tại chỗ phục vụ phát triển kinh tế địa phương và hội nhập quốc tế cho sinh viên.
Phân hiệu Trường đại học Đông Á tại Đắk Lắk có tổng diện tích mặt bằng 9,99ha, tại 3 block A, B, C đang vận hành với công năng 115 phòng học lý thuyết, 27 phòng thực hành chuyên môn, hội trường lớn cùng khu hiệu bộ và đầy đủ các phòng chức năng.

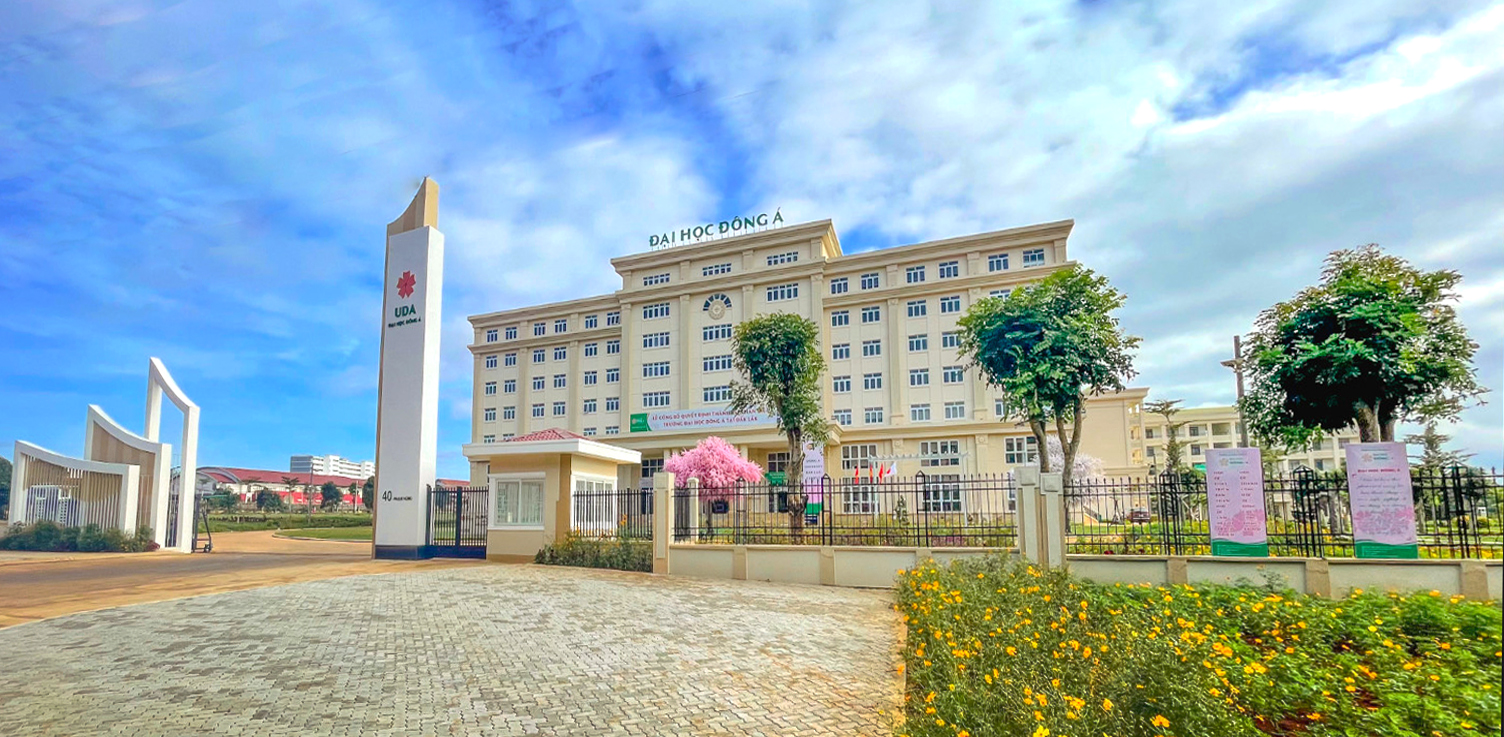
Phân hiệu Trường đại học Đông Á tại Đắk Lắk

Ưu thế về đào tạo và đào tạo sau đại học, đặc biệt là việc làm trong nước và quốc tế cho SV ở các ngành tại mạng lưới hơn 110 công ty, tập đoàn nước ngoài ở Nhật Bản, Singapore, Cộng hoà Liên bang Đức, Đài Loan…; hơn 350 công ty, tập đoàn trong nước, nhất là các tập đoàn, công ty nước ngoài tại Việt Nam FDI đang là đối tác chiến lược, Phân hiệu Trường đại học Đông Á tại Đắk Lắk không chỉ phù hợp trong quy hoạch mạng lưới giáo dục đại học tại tỉnh ĐL mà còn góp phần quan trọng trong việc đào tạo nguồn nhân lực chuyên môn giỏi cùng năng lực số hóa và hội nhập cao, đáp ứng nhu cầu học tập của học sinh sinh viên và nhu cầu nâng cao chất lượng đội ngũ cán bộ cũng như giải quyết vấn đề việc làm trên địa bàn các tỉnh Tây Nguyên một cách bài bản trong dài hạn.

## Lịch sử hình thành và phát triển
Ngôi trường được thành lập bắt đầu từ ý tưởng đào tạo nguồn nhân lực chất lượng cao phục vụ cho cộng đồng doanh nghiệp.
Suốt chặng đường xây dựng và phát triển, tập thể sư phạm Nhà trường luôn nỗ lực phấn đấu xây dựng Nhà trường với sứ mạng “Đầu tư kiến thức phát triển năng lực cá nhân, chuyên môn nghề nghiệp để tạo dựng con đường thành công và đóng góp vào sự phát triển cộng đồng xã hội” phù hợp và gắn kết với chiến lược phát triển kinh tế-xã hội của thành phố Đà Nẵng, khu vực miền Trung–Tây Nguyên và cả nước và là kim chỉ nam xuyên suốt trong toàn bộ các hoạt động của Thầy và Trò Nhà trường.
Phương châm hoạt động của trường là: "thành công của học trò là hạnh phúc của người thầy, thành công của doanh nghiệp là hạnh phúc của nhà trường".

## Tầm nhìn[2]
Trường đại học Đông Á là trường đào tạo đa ngành, đa lĩnh vực; phấn đấu đến năm 2030 và tầm nhìn đến 2050 trở thành một trường uy tín ở việt nam và châu Á về giá trị khoa học và đào tạo, đóng góp xuất sắc vào sự phát triển cộng đồng.

## Ngành đào tạo

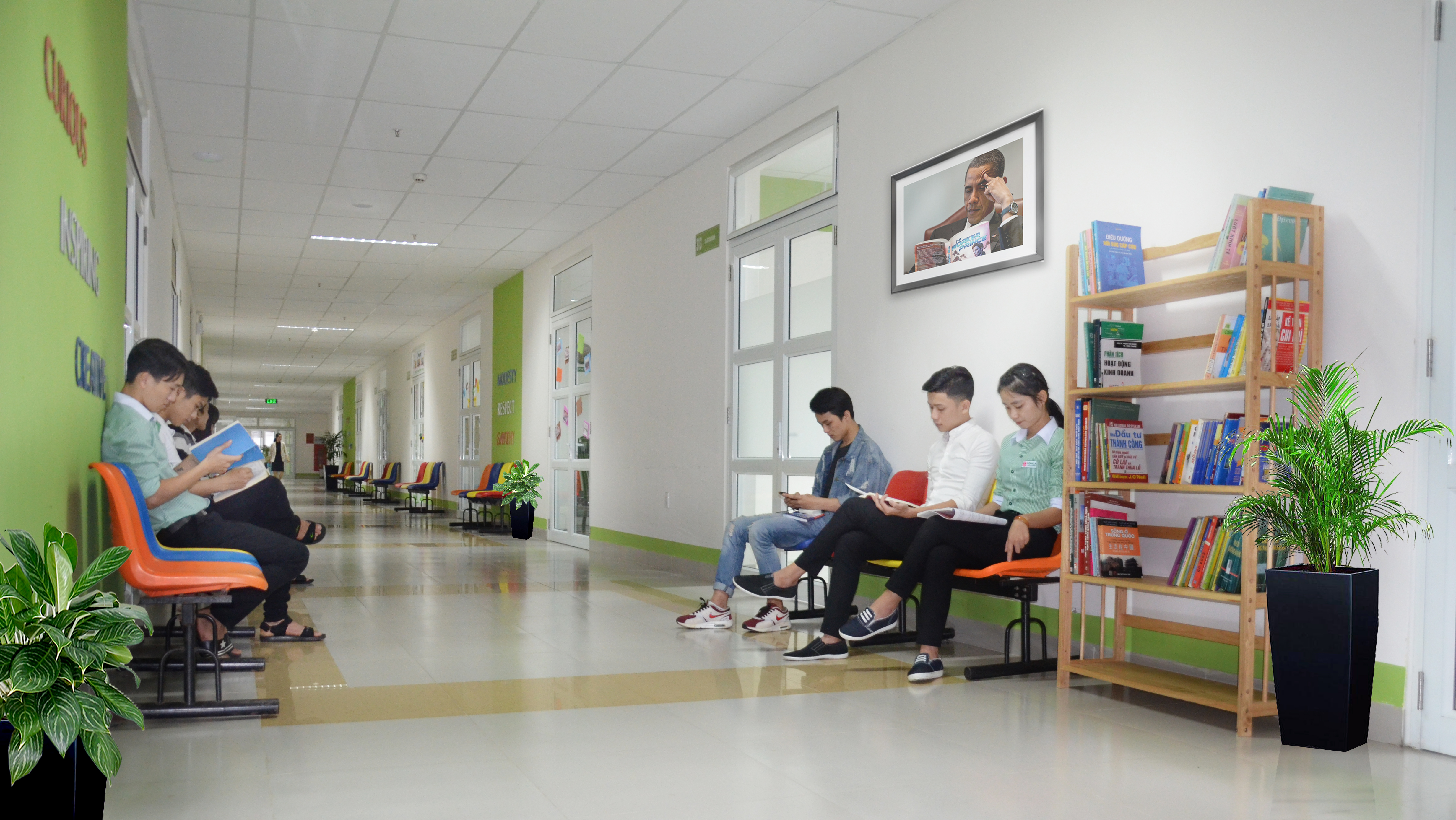
Không gian học tập tại Đại học Đông Á

### Đại học
Giáo dục mầm non
Giáo dục tiểu học
Tâm lý học
Dược
Dinh dưỡng
Công nghệ kỹ thuật Ô tô
Công nghệ kỹ thuật điều khiển và tự động hóa
Luật 
Luật kinh tế
Công nghệ thực phẩm
Nông nghiệp
Công nghệ thông tin
- Kỹ thuật phần mềm
- An ninh mạng
- Thiết kế đồ họa

Công nghệ kỹ thuật điện - điện tử:
- Công nghệ kỹ thuật điện - điện tử
- Công nghệ kỹ thuật Điện tử - Viễn thông
- Công nghệ kỹ thuật điện tự động

Công nghệ kỹ thuật xây dựng
- Xây dựng dân dụng và công nghiệp
- Xây dựng cầu đường

Kế toán
- Kế toán - Tài chính
- Kế toán - Kiểm toán

Tài chính ngân hàng
- Ngân hàng
- Tài chính doanh nghiệp

Quản trị kinh doanh
Quản trị Marketing
Quản trị truyền thông tích hợp
Logistics và quản lý chuỗi cung ứng
Quản trị khách sạn
Quản trị dịch vụ du lịch và lữ hành
Quản trị nhà hàng và dịch vụ ăn uống
Điều dưỡng
- Điều dưỡng đa khoa
- Điều dưỡng sản phụ

Quản trị nhân lực
Quản trị văn phòng
Ngôn ngữ Trung Quốc
Ngôn ngữ Hàn Quốc
Ngôn ngữ Nhật Bản 
Ngôn ngữ Anh
Quản lý văn hóa
Kinh doanh thời trang và dệt may
Thạc sĩ
- Quản trị kinh doanh
- Kế toán

## Hợp tác quốc tế
Đại học Đông Á đã ký kết hợp tác với 128 đơn vị là đối tác tại các nước: Hoa Kỳ, Nhật Bản, New Zealand, Canada, Hoa Kỳ, Singapore, Hàn Quốc, Thái Lan, Đài Loan... trên nhiều lĩnh vực nhằm phát triển, nâng cao chất lượng đội ngũ và chất lượng đào tạo cho sinh viên, đặc biệt là mở rộng cánh cửa việc làm cho sinh viên tại các thị trường nhân lực sôi động toàn cầu.
Với chiến lược hướng việc làm cho sinh viên ra thị trường quốc tế, từ năm 2015, Đại học Đông Á đã mở rộng thị trường việc làm ra thế giới gồm Nhật Bản, Đức và Singapore; hợp tác sâu với các tập đoàn đa quốc gia.
Các tập đoàn đã đặt hàng tuyển dụng sinh viên Đại học Đông Á hàng năm, đến nay lên đến 4.050 vị trí việc làm dành cho sinh viên các khối ngành Kinh tế, Kỹ thuật, Sức khỏe và Sư phạm. Trong đó có các tập đoàn hàng đầu ở Nhật Bản như 7-Eleven, Zensho, Route-Inn, Dormy-Inn, LEOC, Global Design IT, Tập đoàn y tế Kameda, Aoyama Medical, Nozomi, Japan Material Engineering Services, JBMA, Asean Car Business Career-Japan, Eikoh Seisakusho, Care Partner, IFECE, Asrapport, Hiệp hội CNTT Chiba; các học viện điều dưỡng lớn Kouseikai, Nanakamado; Đại học quốc tế Kibi, thành phố Yokohama, Nagasaki, Beppu, Fukuoka; Tập đoàn Empire Inc Holdings (Singapore); Tập đoàn Leonardis, WBS AG, Azurit (Đức)...
CHƯƠNG TRÌNH ĐÀO TẠO ĐỊNH HƯỚNG NGHỀ NGHIỆP NHẬT BẢN
(Dành cho các ngành Điều dưỡng, CNKT Ô tô, Du lịch, CNKT Xây dựng, Thực phẩm)
Phần 1: Chuyên môn nghề nghiệp
- Chương trình đào tạo định hướng chuyên môn nghề nghiệp được thiết kế theo nhu cầu tiếp nhận tại Nhật Bản
- Chương trình đào tạo tích hợp các kỹ năng để đáp ứng yêu cầu làm việc chuyên nghiệp tại Nhật Bản
Phần 2: Ngoại ngữ:
Chương trình đào tạo tiếng Nhật đạt trình độ N4 hoặc tương đương N3 trước khi tham gia chương trình Internship tại Nhật hoặc làm việc sau khi tốt nghiệp.
Phần 3: Kỹ năng

Tập trung đào tạo các kỹ năng giúp sinh viên đáp ứng những yêu cầu, văn hóa làm việc chuyên nghiệp của các doanh nghiệp Nhật Bản

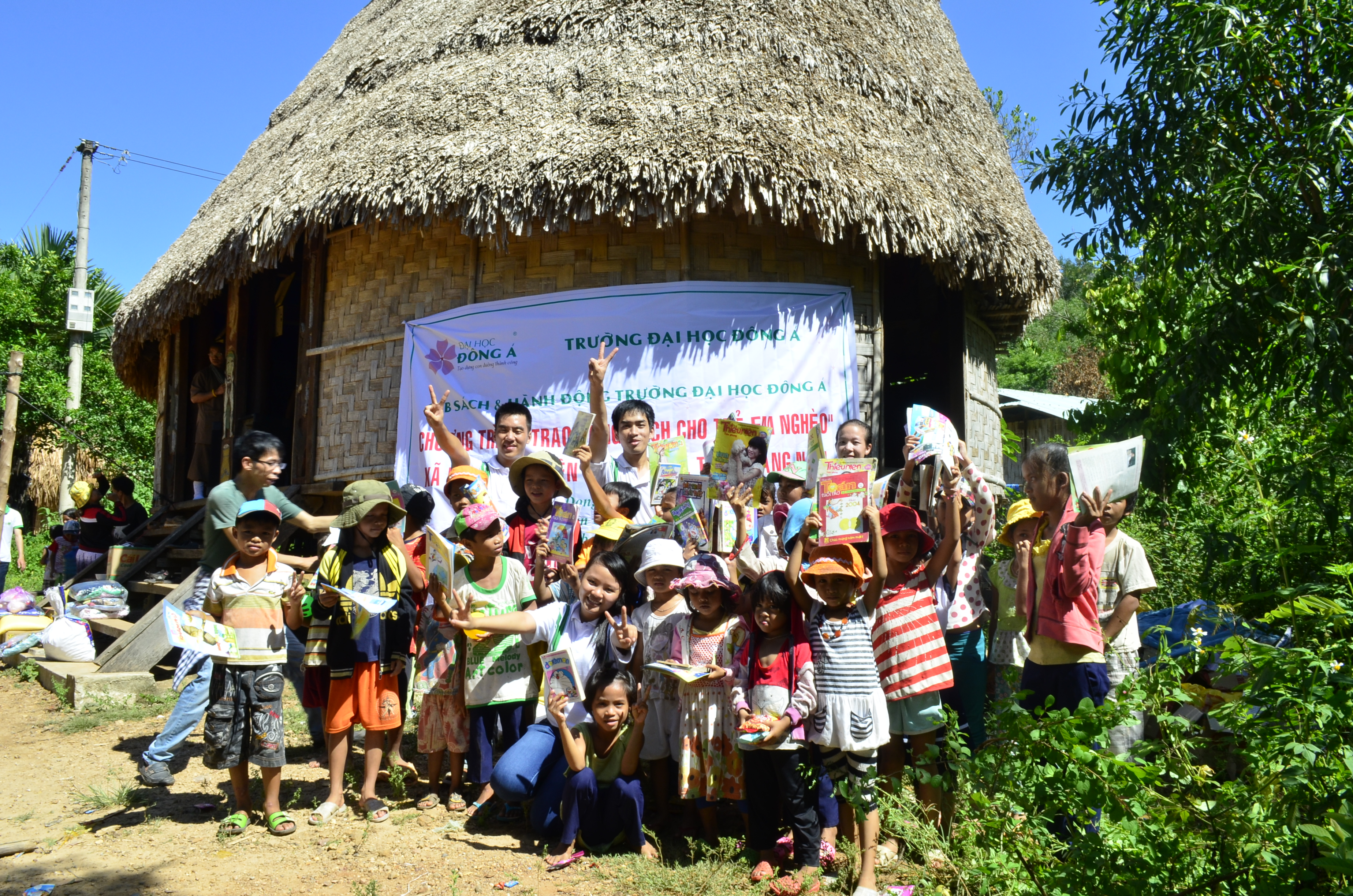
Tặng sách cho trẻ em nghèo hiếu học Kà Dăng (Quảng Nam) - một trong số nhiều hoạt động trách nhiệm cộng đồng của sinh viên Đại học Đông Á